# Daande Darpkhel-luftangrebet

Daande Darpkhel-luftangrebet fandt sted om morgenen den 8. september 2008 da et amerikansk, ubemandet fly affyrede et antal missiler mod et madrassa (religiøs skole)-kompleks i landsbyen Daande Darkhel, nær hovedbyen Miranshah i Nordwaziristan i Pakistans Føderalt Administrerede Stammeområder (FATA). Luftangrebet dræbte 23 mennesker, inklusive 8 børn og sårede mindst 18. Målet var Jalaluddin Haqqani som ikke var tilstede på dette tidspunkt.
USA har benyttet magt-tomrummet efter præsidentskiftet i Pakistan, og har optrappet sine militære aktiviteter i Waziristan siden slutningen af august 2008.
Missil angreb har traditionelt fremkaldt vrede følelser, som Pervez Musharrafs modstandere brugte til at sætte ham fra magten. Mange af disse modstandere har nu plads i regeringen , hvilket giver den en bredere politisk støtte og færre høj-profilerede kritikere.
| Citat                                                             | Jeg tror ikke at regeringen er særlig bekymret for hjemlig modvilje, fordi der er ingen leder som vil udfordre dens stilling, eller som vil være i stand til at samle folk om sig i en landsdækkende protest. Så koalistionsstyrkerne, amerikanerne, udnytter fuldt ud den aktuelle situation, hvor der er en slags magt-tomrum hvad angår lederskabet. | Citat |
| Rustam Shah Mohmand, Pakistans tidligere ambassadør i Afghanistan | |       |

Stigningen i angreb i denne måned har oprørt Pakistans militærfolk og regeringsembedsmænd, som udtaler, at de alvorligt svækker deres indsats mod oprørerne.